# Duistere eeuwen
De duistere eeuwen of donkere eeuwen, ook wel Griekse middeleeuwen, is de periode in de Griekse geschiedenis die valt tussen het einde van de prehelleense beschavingen uit de bronstijd, ongeveer 1180 v.Chr., en het ontstaan van de eerste Griekse poleis in ongeveer de 8e eeuw v.Chr., de opkomst van het hellenisme en het begin van de Griekse kolonisatie, ongeveer 750 v.Chr.
Het bijvoeglijke naamwoord 'duister' benadrukt het scherpe contrast met de voorafgaande schitterende Minoïsche, de Helladische of Myceense en de Cycladische beschavingen van de bronstijd, waaraan rond 1189–1180 v.Chr. in de tijd van de brandcatastrofe, de ondergang van het internationale systeem aan het einde van de Late Bronstijd, een einde kwam. Toen begon een periode, vooral tussen 1100 en 900 v.Chr., waarover weinig bekend is en die daarom 'donker' of duister' wordt genoemd. De voornaamste bronnen worden gevormd door enerzijds de moderne archeologie en anderzijds interpretaties van de grote aan Homerus toegedichte epische dichtwerken, de Ilias en de Odyssee. Tijdens de duistere eeuwen werd de basis gelegd voor de volgende Griekse bloeiperiode: de archaïsche periode. 

## Trojaanse Oorlog
De Trojaanse Oorlog brak omstreeks 1200 v.Chr. uit, 1208 v. Chr. wordt aangenomen als het jaar van de val van Troje. Volgens de Griekse overlevering was 'de schone' Helena, vrouw van de Spartaanse koning Menelaüs, door de Trojaanse prins Paris ontvoerd. Die schanddaad moest worden gewroken. De Myceense koning Agamemnon, broer van Menelaüs, voerde de Griekse vorsten aan in hun strijd tegen Troje, dat pas na tien jaar, door de list met het houten paard, in handen van de Grieken viel.
Een historisch juistere reden voor het uitbreken van deze oorlog zal wel zijn dat de Trojanen de Griekse handel aan de Hellespont bedreigden. Vierhonderd jaar na de feiten zou de legendarische Homerus deze oorlog in zijn Ilias vereeuwigd hebben.

## Inval van de Doriërs
Lang werden invallen van de Doriërs in de 12e eeuw v.Chr. aangeduid als oorzaak voor deze Duistere Eeuwen. Dit volk afkomstig uit het noorden van Griekenland zou met veel geweld in sneltempo opgetrokken zijn naar het zuiden tot op de Peloponnesos waarbij ze alles verwoestten wat op hun pad lag. Dit betekende dan het einde van de Myceense beschaving en het begin van de Duistere Eeuwen.
Archeologisch onderzoek stelt deze versie van de feiten echter sterk in vraag. De Dorische invallen worden vandaag de dag niet meer als historisch feit aanvaard en louter als mythe weggezet. Het einde van de Myceense beschaving is eerder het gevolg van interne conflicten. De Doriërs hebben weliswaar allicht handig gebruik gemaakt van deze problemen, maar zijn er niet de oorzaak van.

## Stadstaatjes
Het werd één eeuw na de Dorische volksverhuizing weer rustig in Griekenland. De Achaiërs vermengden zich met de Aioliërs, Ioniërs en Doriërs. Er ontstond een tweehonderdtal stadstaatjes en er werd gekoloniseerd - wegens gebrek aan landbouwgrond, het uitbreken van politieke woelingen en later om handelsdoeleinden - op de eilanden, de kust van Klein-Azië en later in Zuid-Italië en Sicilië en verder op de westelijke kusten van de Middellandse Zee.
Elke stadstaat, polis, -gewoonlijk een ommuurde stad met enkele omliggende dorpen, landerijen en olijfgaarden- was autonoom en stond onder leiding van een koning en de aristocratie, waarbij de volksvergadering meer of minder invloed had. Het groot aantal stadstaatjes is te verklaren uit de geografische verdeeldheid van het land, dat door bergruggen en zee-inhammen in kleine gebieden was opgesplitst. De grootste stadstaten waren Athene en Sparta, ze streden om de leiding in de Griekse statenwereld. Het Dorische Sparta kreeg in 820 v.Chr. van zijn (vermoedelijk legendarische) wetgever Lykourgos een aristocratische staatsregeling: twee koningen als legeraanvoerders, een gerousia, dat is een raad van oudsten of senaat, vijf eforen en de volksvergadering. Deze regeling vormde de basis voor een echte militaire staat.
Van noord naar zuid kun je op het vasteland, de eilanden en de kust van Klein-Azië drie bevolkingsgordels onderscheiden: de Aioliërs in het noorden, de Ioniërs in het midden en de Doriërs in het zuiden. Ook al kende het oude Griekenland geen staatkundige eenheid, wel was er een besef van eenheid van taal en godsdienst.
De twisten tussen de stadstaten werden gestaakt tijdens de panhelleense feesten, nu bekend als de Olympische Spelen, die om de vier jaar te Olympia werden gehouden als een grote cultuur- en sportdemonstratie met een religieus karakter. De spelen dateren ten laatste uit de 9de eeuw v.Chr., maar de lijst van officieel opgetekende olympiaden begint in 776 v.Chr. De Griekse tijdrekening was op de Olympische Spelen gebaseerd.